# مقتل شافيليا أحمد
شافيليا افتخار أحمد (14 يوليو 1986 - 11 سبتمبر 2003)(بالأردو:شفیلیہ افتخار احمد) فتاة بريطانية باكستانية من غريت سنكي، تشيشير قتلها والدها عندما بلغت 17 عامًا في سبتمبر 2003  بسبب تطبعها بطباعٍ غربية.
حُكم على والديها افتخار وفرزانه أحمد ب 25 سنة سجن في أغسطس عام 2012.
أثيرت إمكانية قيام أفراد آخرين على مساعدة والدي شفيليا على التخلص من جثة ابنتهم، وبعد محاكمة الوالدين شجع الرئيس التنفيذي لمجلس برادفورد للمساجد أي شخص لديه معلومات حول القضية على التقدم بمعلومات لمساعدة الشرطة.

## أنظر أيضا
- مقتل رانيا العايد
- مقتل بناز محمود
- مقتل سميرة نظير